# خوان مانوئل ویوالدی
خوان مانوئل ویوالدی (اسپانیایی: Juan Manuel Vivaldi‎؛ زادهٔ ۱۷ ژوئیهٔ ۱۹۷۹) بازیکن هاکی روی چمن اهل آرژانتین بود که در مسابقات کشوری و بین‌المللی در مجموع برندهٔ ۹ مدال طلا، ۱ مدال نقره، ۳ مدال برنز شده‌است.